# Ante Pavelić
Ante Pavelić (ur. 14 lipca 1889 w Bradinie, zm. 28 grudnia 1959 w Madrycie) – chorwacki prawnik i polityk faszystowski, przywódca ustaszy. Współorganizator zamachu (1934), w którym zginęli król Jugosławii Aleksander I i minister spraw zagranicznych Francji Louis Barthou. Szef (poglavnik) marionetkowego państwa chorwackiego w latach 1941–1945, odpowiedzialny za ludobójstwo na Serbach, Żydach i Romach.

## Życiorys

### Działalność w kraju i za granicą
Pavelić urodził się w Bradinie, małej wsi w pobliżu miasta Hadžići w Austro-Węgrzech (dzisiejsza Bośnia i Hercegowina). Studiował prawo w Zagrzebiu i w tym mieście wstąpił do nacjonalistycznej Chorwackiej Partii Prawa. W 1920 roku został członkiem rady miejskiej Zagrzebia. W latach 1927–1929 był posłem do Skupsztiny (federalnego parlamentu). Sprzeciwiał się dominacji Serbów w Królestwie SHS (od 1929 – Królestwie Jugosławii), choć potrafił negocjować nawet ze swoimi wrogami politycznymi z Partii Radykalnej.
W roku 1929, po zawieszeniu konstytucji przez Aleksandra I Karadziordziewicia, Pavelić uciekł do Włoch, gdzie założył faszystowską organizację ustaszów. Opowiadał się za niepodległą, katolicką Chorwacją. Jego kadrowa organizacja była odpowiedzialna za kilkanaście zamachów bombowych w jugosłowiańskich pociągach oraz wybuch nieudanego powstania w Welebicie. Paveliciowi pomogło wsparcie logistyczne wrogów Królestwa Jugosławii – Włoch, Węgier i Bułgarii oraz najstarszej organizacji terrorystycznej w Europie – Wewnętrznej Macedońskiej Organizacji Rewolucyjnej (WMRO).
W 1934 roku współorganizował wraz z macedońską WMRO zamach w Marsylii, w którym zginęli król Jugosławii Aleksander I i minister spraw zagranicznych Francji Louis Barthou. Pavelić otrzymał za to dwa zaoczne wyroki śmierci, we Francji i w Królestwie Jugosławii.

### Niepodległe Państwo Chorwackie

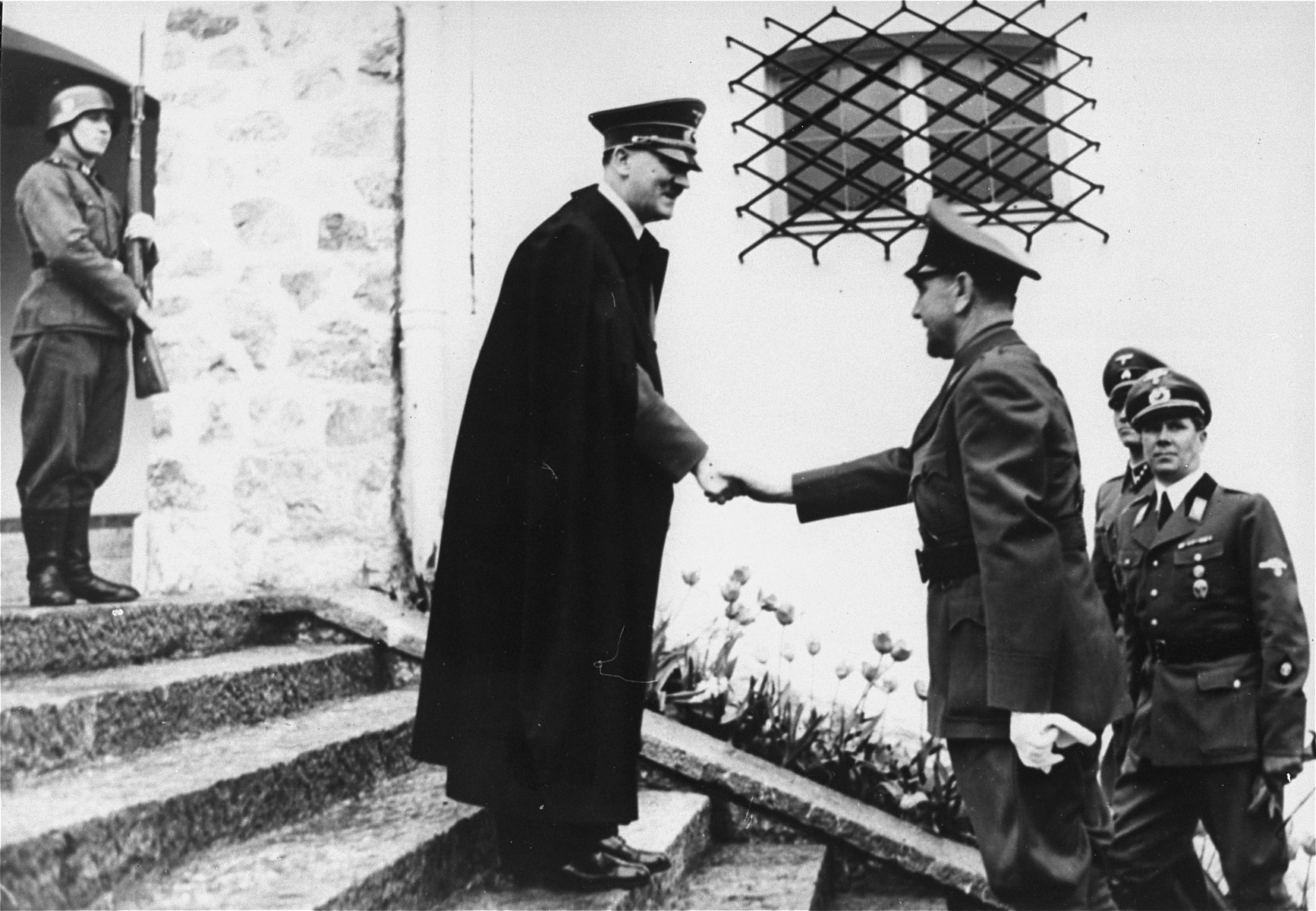
Adolf Hitler wita Pavelicia w Berghofie, 1941

Kiedy 6 kwietnia 1941 roku państwa Osi najechały na Jugosławię, Pavelić przebywał na emigracji we Włoszech. Jeszcze przed kapitulacją Jugosławii, chorwaccy ustasze utworzyli 10 kwietnia Niepodległe Państwo Chorwackie (NDH), zależne od Niemiec i Włoch. Przywódcą nowego państwa został Pavelić, który 15 kwietnia przybył do Zagrzebia, a dwa dni później mianował swój pierwszy gabinet. 25 kwietnia osobistym dekretem zakazał wszelkich publikacji używaną przez Serbów cyrylicą.
18 maja 1941 roku poglavnik został przyjęty na audiencji w Watykanie przez papieża Piusa XII, który udzielił mu błogosławieństwa.

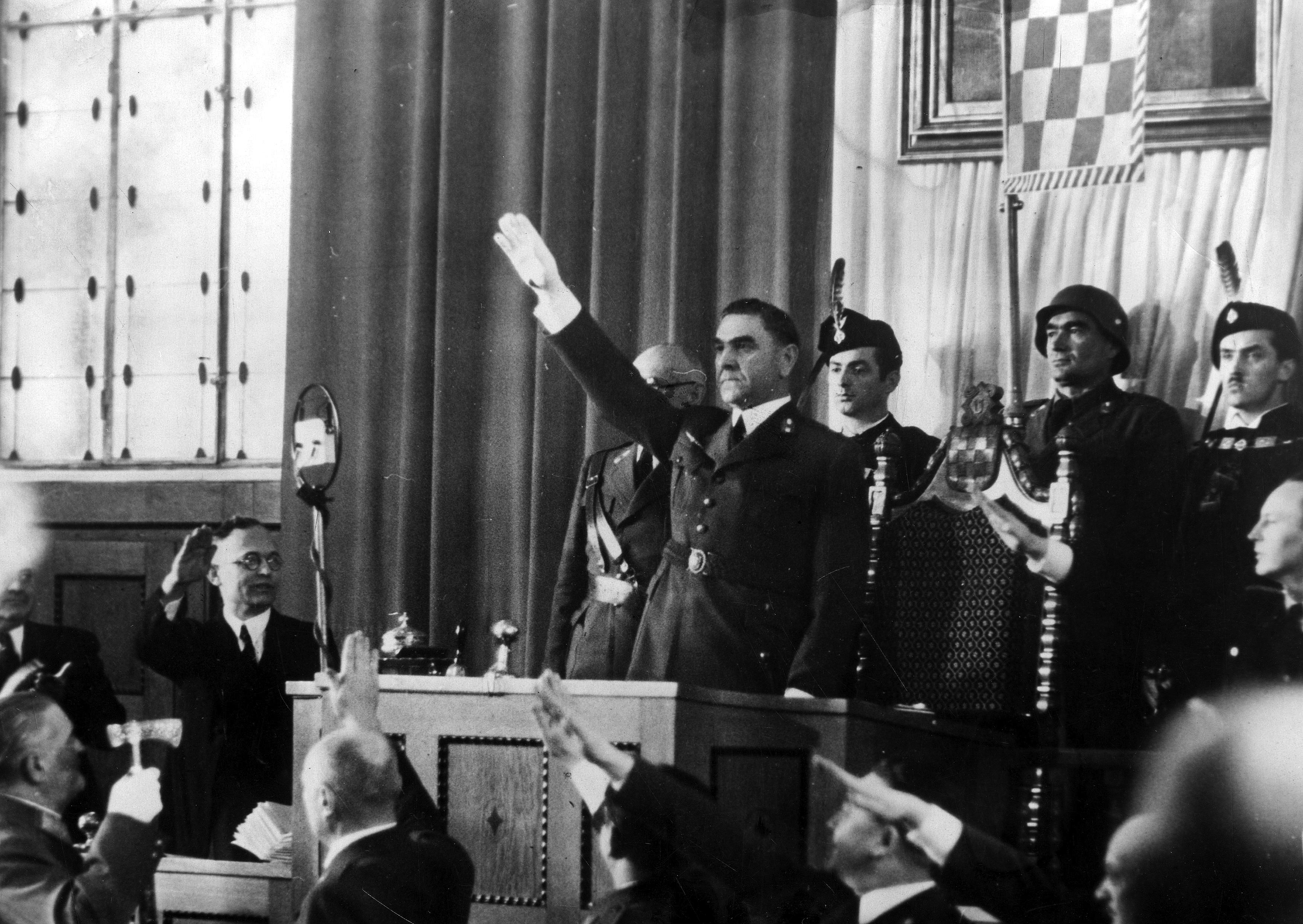
Ante Pavelić pozdrawia członków parlamentu Niepodległego Państwa Chorwackiego, luty 1942 r.

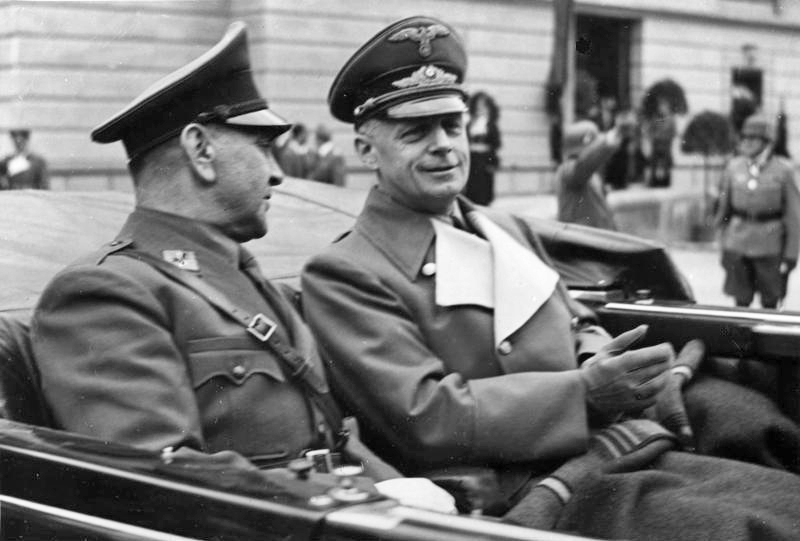
Ante Pavelić i minister spraw zagranicznych III Rzeszy Joachim von Ribbentrop, 1941

Reżim ustaszów Pavelicia był najbardziej morderczym w okupowanej Europie. 6 czerwca 1941 roku Pavelić spotkał się z Adolfem Hitlerem, z którym omawiał możliwość wysiedlenia większości Serbów z Chorwacji i zastąpienia ich Chorwatami i Słoweńcami, mieszkającymi na terenach okupowanych przez III Rzeszę. Do końca wojny Pavelić realizował swój program wyrugowania z NDH mniejszości (zarówno narodowych, jak i religijnych) i stosował wobec nich politykę ludobójstwa. Jest odpowiedzialny za zbrodnie wojenne, głównie masowe mordy na prawosławnych Serbach, Żydach i Romach, w tym w obozie koncentracyjnym Jasenovac.
Polityka Pavelicia początkowo zyskała poparcie katolickiego duchowieństwa – prymas Chorwacji, arcybiskup Alojzije Stepinac oświadczył, że w przemianach w kraju dostrzega „rękę Boga”. Pavelic otrzymał od biskupa błogosławieństwo.

### Ucieczka i pomoc Kościoła
W maju 1945 roku Pavelić uciekł z NDH. Skutecznie ukrywał się, dzięki pomocy części duchowieństwa chorwackiego (Krunoslav Draganović) oraz biskupa Aloisa Hudala. Najpierw schronił się w austriackich klasztorach w Bad Ischl i w Sankt Gilgen, a następnie w przebraniu zakonnika dotarł do Włoch. W maju 1946 roku amerykański kontrwywiad (CIC) wykrył, że były poglavnik mieszka wraz z innymi chorwackimi zbrodniarzami wojennymi w budynku koledżu San Girolamo, znajdującego się pod jurysdykcją Watykanu, a finansowanego, przynajmniej częściowo, ze środków zrabowanych przez ustaszy. Pavelić bywał również w Castel Gandolfo, gdzie mieści się letnia rezydencja papieża. Zmieniał miejsca pobytu, np. mieszkał na Via Giacomo Venezian w budynku będącym własnością Kościoła, gdzie dzielił pokój z bułgarskim terrorystą Iwanem Michajłowem, z którym w 1934 roku wspólnie organizował zamach na króla Jugosławii. Gdy wyjeżdżał z domu, korzystał z samochodu z watykańską rejestracją.
Jesienią 1947 roku Pavelić uciekł z Europy, w czym pomogły mu fałszywe dokumenty, otrzymane od biskupa Aloisa Hudala. Pod przybranym nazwiskiem Pablo Aranyos, na pokładzie włoskiego statku dotarł do Argentyny. W Buenos Aires w lipcu 1956 r. założył skrajnie prawicowy, antyjugosłowiański i antykomunistyczny Chorwacki Ruch Wyzwoleńczy. W Argentynie mieszkał nie niepokojony do czasu, gdy w kwietniu 1957 r. został postrzelony w Buenos Aires przez byłego czetnika Blagoja Jovovića. Zamach ten przypisuje się jugosłowiańskim służbom bezpieczeństwa UDBA. Zagrożony ekstradycją do Jugosławii, przeniósł się do Madrytu, gdzie zmarł w 1959 w następstwie zamachu.

## Życie prywatne
Jego żoną była Żydówka Maria Lovrenčević.